# Mathias Wiemans kleine Diskothek
Mathias Wiemans kleine Diskothek ist eine literarische Sprechplattenreihe, die 1961/62 von der Plattenfirma Ariola-Athena herausgegeben wurde. Auf insgesamt fünf 17-cm-Langspielplatten spricht der Schauspieler Mathias Wieman deutsche Dichtung sowohl klassischer Autoren als auch von Autoren der Gegenwart. Dabei widmet sich jede Schallplatte einem bestimmten Themenkreis.

## Vorgeschichte
Bereits in der Zeit des Zweiten Weltkriegs sprach Mathias Wieman deutsche Dichtung im Rundfunk in der sonntäglichen Radiosendung „Unser Schatzkästlein“ und erwarb sich hierdurch den Ruf, Meister des gesprochenen Wortes zu sein. Die Resonanz der Hörerschaft war in einer Zeit, in der die Deutschen auf Erbauung durch die Kraft der Dichtung in besonderer Weise angewiesen waren, so gewaltig, dass der erfolgreiche Theater- und Filmschauspieler Wieman sich fortan mehr und mehr in den Dienst des gesprochenen Wortes stellte. Es folgten weitere Radiosendungen, Rezitationsabende und Schallplatten mit Rezitationen Wiemans.

## Die kleine Diskothek

### Autoren und Themenkreise
Die Reihe wurde mit sakralen Gedichten Paul Gerhardts eröffnet, es folgte eine Platte mit Gedichten und Prosa „für Kinder und Kenner“ von Josef Guggenmos, Wilhelm Hey, den Brüdern Grimm und Clemens Brentano, daraufhin Gedichte von August Graf von Platen und Friedrich Rückert. Auf der vierten Platte befinden sich Abendlieder verschiedener Autoren, u. a. Andreas Gryphius und Rainer Maria Rilke. Die Reihe schließt mit zehn Liebesliedern unbekannter Dichter.

### Musik
Jede der fünf Sprechplatten aus der Reihe Mathias Wiemans kleine Diskothek ist liebevoll mit einer zum Text passenden Musikuntermalung versehen worden. So ist z. B. auf der Schallplatte mit Gedichten Paul Gerhardts, die gleichsam Gesangstexte geistlicher Lieder sind, das musikalische Begleitinstrument die Orgel (es spielt der bekannte Organist Helmut Walcha), wohingegen zu den Abendliedern sanfte Lautenklänge von Walter Gerwig improvisiert werden. Auf der Platte Für Kinder und Kenner wirkten der damals noch unbekannte junge Pianist Christoph Eschenbach am Cembalo und der bedeutende Musikprofessor Ferdinand Conrad an der Blockflöte mit, dem wohl als kindertümlichstes geltenden Instrument. Musik ist zwischen zwei Texten zu hören, bisweilen auch begleitend zum gesprochenen Wort.

### Künstlerische Gesamtleitung
Die künstlerische Gesamtleitung des Projekts der kleinen Diskothek hatte Gertrud Loos, die bei den frühen Wortaufnahmen der Literaturproduktion der Deutschen Grammophon als Assistentin begann, in Kooperation mit dem Sprecher Mathias Wieman. Die Zusammenarbeit zwischen Loos und Wieman fand noch mancherlei Fortsetzung, auch bei der Deutschen Grammophon. Postum brachte Gertrud Loos auch zu Wiemans Lebzeiten unveröffentlichtes Material heraus.

### Kleine Diskographie
Mathias Wiemans kleine Diskothek setzte sich wie folgt zusammen:
- Ich bin ein Gast auf Erden – Mathias Wieman spricht Gedichte von Paul Gerhardt (Mathias Wiemans kleine Diskothek Folge 1)
- Für Kinder und Kenner – Mathias Wieman spricht Gedichte und Prosa von Josef Guggenmos, Wilhelm Hey, Brüder Grimm und Clemens Brentano (Mathias Wiemans kleine Diskothek Folge 2)
- Der Strom der neben mir verrauschte – Mathias Wieman spricht Gedichte von August Graf von Platen und Friedrich Rückert (Mathias Wiemans kleine Diskothek Folge 3)
- Abends wenn ich schlafen geh – Mathias Wieman spricht Gedichte von Gryphius, Rilke, Mörike, Goethe, Brentano, v. d. Vring, Weinheber und Nietzsche (Mathias Wiemans kleine Diskothek Folge 4)
- Dichter unbekannt – Mathias Wieman spricht zehn Liebeslieder unbekannter Dichter (Mathias Wiemans kleine Diskothek Folge 5)

## CDs im Handel
Mathias Wiemans kleine Diskothek ist heute in erweiterter Form auf fünf CDs in einer Box der Deutschen Grammophon erhältlich, deren Titel Für Kenner & Kinder eine Abwandlung der Überschrift der 2. Folge der kleinen Diskothek ist:
- Für Kenner & Kinder. Mathias Wieman liest Gedichte – Prosa – Märchen. ISBN 3-82911-256-4.